# Горький (волейбольный клуб)
«Горький» (до 2025 года — АСК) — российский мужской волейбольный клуб из Нижнего Новгорода. Выступает в Суперлиге и Кубке России.

## Эмблемы команды
|  |  |

## История
Команда АСК (Ассоциация спортивных клубов) была создана летом 2016 года после расформирования «Нижнего Новгорода», потерявшего прописку в Суперлиге и в связи с задолженностями перед игроками не допущенного к участию в первенстве Высшей лиги «А».
Новый коллектив формировался прежними сотрудниками «Нижнего Новгорода» — тренером Игорем Шулеповым и директором Дмитрием Фоминым. В команду были приглашены нападающие «Ярославича» Павел Жданкин и Максим Шемятихин, связующий Александр Чернышов из казанской «Академии», доигровщик Фёдор Бессмертных из красногорского «Зоркого», центральный блокирующий Сергей Сбитнев из «Автомобилиста». Остался в Нижнем Новгороде опытный либеро Андрей Дранишников и ряд молодых игроков, привлекавшихся к матчам «горожан» в прошлом сезоне: Александр Володин, Дмитрий Тряпкин, Роман Скрипачёв и Михаил Кокошин.
Дебютным турниром команды АСК стал прошедший в конце сентября предсезонный Кубок города Владимира «Столица Руси», на котором подопечные Игоря Шулепова заняли 3-е место. 18 октября в Тюмени команда взяла старт в первенстве Высшей лиги «Б». По ходу сезона нижегородцы выиграли 38 из 40 проведённых матчей, стали победителями турнира и добились права выступать в Высшей лиге «А».
В межсезонье было принято решение сохранить костяк команды. Доигровщик Алексей Кадочкин завершил спортивную карьеру и перешёл на работу в женскую волейбольную команду «Спарта» в должности спортивного директора. На старте сезона у трёх игроков команды случились травмы различной сложности. Из-за этого пришлось дозаявлять связующего Георгия Мамедова и блокирующего Антона Андреева. В составе выступало сразу шесть воспитанников нижегородских волейбольных школ. Подопечные Игоря Шулепова провели 40 матчей, одержав 15 побед и уступив в 25 встречах. Итоговое девятое место позволило команде сохранить прописку, выполнив поставленную перед ней задачу.
Сезон 2018/2019 АСК провела на максимальном уровне и заняла 1-е место по итогам чемпионата. Команда Игоря Шулепова одержала победы в 38 из 48 встреч, но главной оказалась самая последняя игра сезона против «Нефтяника» из Оренбурга. К ней обе команды подошли с равным количеством побед. В решающей встрече нижегородцы выиграли 3:1 и завоевали путёвку в Суперлигу.
В июне 2025 года Дмитрий Фомин, возглавлявший АСК с момента его основания, перешёл на должность президента клуба. Должность директора занял Сергей Андриевский.
Летом 2025 года команда сменила название на «Горький».

## Результаты в чемпионате России
| Сезон     | Лига                  | Место | И  | В  | П  | С/П    | Тренер             |
| --------- | --------------------- | ----- | -- | -- | -- | ------ | ------------------ |
| 2016/2017 | Высшая лига «Б» (III) | 1-е   | 40 | 38 | 2  | 116:14 | Игорь Шулепов      |
| 2017/2018 | Высшая лига «А» (II)  | 9-е   | 40 | 15 | 25 | 65:93  | Игорь Шулепов      |
| 2018/2019 | Высшая лига «А» (II)  | 1-е   | 48 | 38 | 10 | 127:51 | Игорь Шулепов      |
| 2019/2020 | Суперлига (I)         | 11-е  | 19 | 6  | 13 | 28:47  | Игорь Шулепов      |
| 2020/2021 | Суперлига (I)         | 8-е   | 29 | 12 | 17 | 48:67  | Юрий Филиппов      |
| 2021/2022 | Суперлига (I)         | 9-е   | 28 | 9  | 19 | 40:64  | Андрей Дранишников |
| 2022/2023 | Суперлига (I)         | 8-е   | 38 | 13 | 25 | 55:89  | Андрей Дранишников |
| 2023/2024 | Суперлига (I)         | 15-е  | 36 | 8  | 28 | 38:90  | Андрей Дранишников |
| 2024/2025 | Суперлига (I)         | 12-е  | 30 | 6  | 24 | 35:76  | Андрей Дранишников |

## Результаты в Кубке России
| Сезон | Место                | И  | В | П | С/П   |  |
| ----- | -------------------- | -- | - | - | ----- |  |
| 2017  | Предварительный этап | 6  | 0 | 6 | 0:18  |  |
| 2018  | Предварительный этап | 10 | 3 | 7 | 17:27 |  |
| 2019  | Полуфинальный этап   | 13 | 9 | 4 | 27:16 |  |
| 2020  | Полуфинальный этап   | 8  | 2 | 6 | 9:19  |  |
| 2021  | Полуфинальный этап   | 11 | 2 | 9 | 11:30 |  |
| 2022  | Полуфинальный этап   | 9  | 5 | 4 | 16:16 |  |
| 2023  | 1/8 финала           | 8  | 0 | 8 | 2:24  |  |
| 2024  | Предварительный этап | 4  | 2 | 2 | 7:8   |  |
| 2025  | Предварительный этап | 3  | 1 | 2 | 5:6   |  |

## Достижения
Высшая лига «А»
- Чемпион: 2018/2019

Высшая лига «Б»
- Чемпион: 2016/2017

## Главные тренеры
- 2016—2020 —  Игорь Шулепов
- 2020—2021 —  Юрий Филиппов[7]
- 2021—н.в. —  Андрей Дранишников[8]

## Капитаны команды
- 2016—2018 —  Максим Шемятихин
- 2018—2023 —  Виктор Никоненко
- 2023—н.в. —  Александр Пятыркин[9]

## Состав команды
| №                       | Имя                     | Год рождения            | Рост                    |                         |                         |
| Центральные блокирующие | Центральные блокирующие | Центральные блокирующие | Центральные блокирующие | Центральные блокирующие | Центральные блокирующие |
| ----------------------- | ----------------------- | ----------------------- | ----------------------- | ----------------------- | ----------------------- |
| 1                       | Максим Титов            | 1999                    | 200                     |                         |                         |
|                         | Артём Довгань           | 1989                    | 204                     |                         |                         |
|                         | Михаил Щербаков         | 1985                    | 197                     |                         |                         |
|                         | Кирилл Агапов           | 2004                    | 205                     |                         |                         |
| Связующие               |                         |                         |                         |                         |                         |
| 5                       | Дима Филиппов           | 1990                    | 197                     |                         |                         |
|                         | Александр Целищев       | 2004                    | 196                     |                         |                         |
| Диагональные            |                         |                         |                         |                         |                         |
| 4                       | Алексей Колмаков        | 2000                    | 194                     |                         |                         |
| 8                       | Павел Железняков        | 1996                    | 197                     |                         |                         |

| №                                   | Имя                | Год рождения | Рост        |             |             |
| Доигровщики                         | Доигровщики        | Доигровщики  | Доигровщики | Доигровщики | Доигровщики |
| ----------------------------------- | ------------------ | ------------ | ----------- | ----------- | ----------- |
| 7                                   | Александр Пятыркин | 1986         | 194         |             |             |
| 18                                  | Сергей Никитин     | 1993         | 198         |             |             |
|                                     | Денис Кульков      | 2003         | 194         |             |             |
|                                     | Артём Масько       | 1996         | 191         |             |             |
| Либеро                              |                    |              |             |             |             |
| 10                                  | Виктор Конев       | 2003         | 185         |             |             |
| 22                                  | Данила Ищенко      | 2004         | 183         |             |             |
| Главный тренер — Андрей Дранишников |                    |              |             |             |             |
| Старший тренер — Виктор Никоненко   |                    |              |             |             |             |

## Лучшие игроки по итогам сезонов
| Сезон     | Игрок              | Ссылка |
| --------- | ------------------ | ------ |
| 2016/2017 | Павел Жданкин      | [ 10 ] |
| 2017/2018 | Иван Валеев        | [ 11 ] |
| 2018/2019 | Александр Пятыркин |        |
| 2019/2020 | Джон Вендт         |        |
| 2020/2021 | Дмитрий Виецкий    |        |
| 2021/2022 | Лео Андрич         |        |
| 2022/2023 | Павел Железняков   |        |
| 2023/2024 | Денис Антонов      | [ 12 ] |
| 2024/2025 | Павел Железняков   | [ 13 ] |

## Арена
Домашние матчи команда проводит в физкультурно-оздоровительном комплексе «Заречье» (Арктическая улица, 7). Вместимость трибун — 1500 человек.